# Kimberley Cooper
Kimberley Cooper (Sídney, Nueva Gales del Sur; 24 de abril de 1980) es una actriz australiana, más conocida por haber interpretado a Gypsy Nash en la serie australiana Home and Away.

## Biografía
Kimberley es bailarina; estudió ballet por casi doce años y ganó varios premios de jazz, tap y ballet clásico.
Es muy buena amiga de las actrices Madeleine West, Esther Anderson, Lisa Gormley y Rebecca Cartwright-Hewitt, incluso Kimberley le presentó a Rebecca a su futuro esposo Lleyton Hewitt.
En 2010 se casó con su novio Mick Sacco.

## Carrera
En 1998 y con apenas dieciocho años se unió al elenco de la exitosa y aclamada serie australiana Home and Away donde interpretó a Gypsy Nash-Smith hasta 2002 después de que su personaje se fuera de la bahía para irse a vivir con su esposo Will Smith y sus dos hijas Lily Smith y Rachael McGregor Smith. Por su actuación en 1999 ganó un premio logie en la categoría de nueva actriz femenina más popular.
En 2002 participó en el programa Celebrity Big Brother Australia, Kimberley quedó en séptimo lugar. Entre sus compañeros de casa se encontraba el jugador de fútbol australiano Warwick Capper, quien fue expulsado por el productor después de que le mostrara su pene a Kimberley durante una discusión.
A principios de junio de 2011 se anunció que 10 años después de haberse ido Kimberley regresaría a Home and Away como Gypsy. Su primera aparición después de tanto tiempo fue el 9 de septiembre. Su última aparición fue el 13 de octubre de 2011 después de que su personaje decidiera irse de la bahía.

## Filmografía
Series de televisión
| Año               | Serie         | Personaje  | Notas         |
| ----------------- | ------------- | ---------- | ------------- |
| 1998 - 2002, 2011 | Home and Away | Gypsy Nash | 378 episodios |

Teatro
| Año | Obra     | Personaje | Notas |
| --- | -------- | --------- | ----- |
| -   | The Boys | -         | -     |

Apariciones
| Año  | Programa                        | Notas       |
| ---- | ------------------------------- | ----------- |
| 2002 | Celebrity Big Brother Australia | concursante |

## Premios y nominaciones
| Año  | Categoría                      | Premio      | Serie         | Resultado |
| ---- | ------------------------------ | ----------- | ------------- | --------- |
| 1999 | Most Popular New Female Talent | Logie Award | Home and Away | Ganadora  |